# Chuyện nhà Mộc
Chuyện nhà Mộc (tiếng Anh: The Story of Mộc) là một bộ phim truyền hình được thực hiện bởi Trung tâm Phim truyền hình Việt Nam, Đài Truyền hình Việt Nam do Trần Lực làm đạo diễn. Phim phát sóng lần đầu vào năm 1998 trên kênh thuộc Đài Truyền hình Việt Nam.

## Nội dung
Thấy cuộc sống của mình quá khổ cực, Ông Mộc (NSƯT Hải Điệp) bằng mọi giá muốn cho Mai (Như Trang) thi vào đại học, với hi vọng con gái mình nhờ vào tấm bằng đó mà cuộc sống sau này sẽ khá hơn. Vì vậy mà ông luôn phản đối Cường (Xuân Bắc) ve vãn con gái vì mình sẽ gây xao nhãng tới việc học. Thế nhưng, chuyện thi cử của con mình lại không đơn giản như ông tưởng...

## Diễn viên
- NSƯT Hải Điệp trong vai Ông Mộc
- Như Trang trong vai Mai
- Nguyễn Hòa trong vai Bà Mộc
- Chí Nghĩa trong vai Dũng
- Xuân Bắc trong vai Cường
- Xuân Duống trong vai Bố Cường
- Thu Hiền trong vai Đào
- Tuyết Liên trong vai Mẹ Đào
- Hồng Nhung trong vai Thơm
- Thanh Lực trong vai Mẹ Thơm
- Quốc Tuấn trong vai Thành
- Thanh Ngoan trong vai Vợ Thành
- Trần Khôi trong vai Cán bộ xã
- Ngọc Minh trong vai Tèo
- Thanh Mạn trong vai Chị Mâm

Cùng một số diễn viên khác....

## Ca khúc trong phim
Bài hát trong phim là ca khúc "Cô Tấm ngày nay" do Ngọc Châu sáng tác và Khánh Linh trình bày. Nhạc sĩ Ngọc Châu đã được đạo diễn Trần Lực nhờ sáng tác ca khúc cho phim. Trước đó, NSƯT Ngọc Hướng chính là người gợi ý cho Ngọc Châu để dắt em gái của mình là ca sĩ Khánh Linh đi thu âm bài hát. Tại thời điểm thu âm bài hát, Khánh Linh mới đang học lớp 10 và chưa từng được đào tạo qua trường lớp thanh nhạc nào.

## Sản xuất và phát sóng
Đạo diễn của bộ phim là Trần Lực, với phần kịch bản do nhà biên kịch Đỗ Chí Hùng viết. Ban đầu, kịch bản vốn nặng về tính thời sự xã hội, nhưng Trần Lực đã quyết định sẽ dựng kịch bản này thành phim theo phong cách bi hài. Chuyện nhà Mộc được coi là bộ phim đầu tiên thuộc thể loại bi hài kịch phát trên sóng VTV.
Các diễn viên tham gia trong phim chủ yếu là diễn viên sân khấu lâu năm hoặc sinh viên mới tốt nghiệp các trường đào tạo diễn xuất, khác biệt với những bộ phim cùng đề tài khác khi tuyển diễn viên nghiệp dư. Dù vậy, tất cả diễn viên trong phim đều được yêu cầu phải có lối diễn hồn nhiên. Ban đầu, quá trình tuyển chọn vai chính Ông Mộc cho bộ phim gặp phải khó khăn khi đạo diễn Trần Lực đã thử vai nhiều nghệ sĩ gạo cội nhưng đều không tìm được gương mặt ưng ý. Sau đó, nhờ sự gợi ý của bố Trần Lực là NSND Trần Bảng, nguyên giám đốc Nhà hát Chèo Việt Nam, ông đã tìm đến NSƯT Hải Điệp, một diễn viên chèo, và sau đó Hải Điệp được chọn vào vai diễn này. Các diễn viên khác trong phim như Như Trang, Xuân Bắc, Chí Nghĩa và các vai phụ khác trong phim đều được Trần Lực tuyển vai theo tiêu chí "nhân vật thế nào thì tìm diễn viên như thế". Trước đó, cả hai diễn viên chính trong phim là Hải Điệp và Như Trang đều chưa từng vào vai trong tác phẩm nào và đây là vai diễn đầu tay của hai người; khi được chọn vào vai chính trong phim, diễn viên Như Trang mới vừa đỗ thủ khoa Trường Đại học Sân khấu - Điện ảnh Hà Nội.
Việc ghi hình bộ phim bắt đầu sau khi mùa thi kết thúc. Thời lượng để hoàn thành một tập phim của đoàn phim khi đó chỉ mất từ 7 đến 8 ngày. Bộ phim sau đó đã được phát trên sóng truyền hình lần đầu vào năm 1998. Thời điểm phim lên sóng cũng đang diễn ra mùa giải World Cup 1998. Bộ phim, với thời lượng dài hai tập, đã được chiếu đi chiếu lại trong các khung giờ xen kẽ giữa hai trận đấu của giải vào lúc nửa đêm thay vì phát lại các chương trình ca nhạc quốc tế mà nhà đài khi đó thường làm.

## Đón nhận
Tại thời điểm phát sóng, Chuyện nhà Mộc đã được đông đảo khán giả yêu mến vì cốt truyện chân thực cùng diễn xuất mộc mạc của dàn diễn viên chính. Thậm chí, dù đã phát lại nhiều lần, bộ phim vẫn có nhiều khán giả theo dõi và cười theo chuyện phim. Ban đầu, vì chiếu vào lúc nửa đêm nên chỉ có khán giả nam theo dõi bộ phim. Tuy nhiên nhiều phụ nữ, đa số là các bà vợ, đã thức khuya để cùng xem phim, khiến phim khi đó được xem như phát sóng trong khung giờ vàng. Tác phẩm sau đó cũng nhận giải "Cù nèo vàng" bởi báo Tuổi Trẻ Cười.
Sau khi bộ phim phát sóng, diễn viên Như Trang đã được biết đến rộng rãi và còn có người nhận ra khi đang đi trên đường đến bắt tay. Dù chỉ đóng vai trò phụ trong phim nhưng nhân vật do diễn viên Xuân Bắc thủ vai lúc đó đã tạo thiện cảm cho người xem vì lối diễn xuất tự nhiên, duyên dáng. Phần nhạc phim cũng gây được sự chú ý vì "giai điệu vui tươi cùng ca từ ý nghĩa" và giúp tên tuổi của Khánh Linh trở nên nổi tiếng. Chính cô đã biểu diễn lại bài hát trong chương trình truyền hình "Câu lạc bộ bạn yêu nhạc", tổ chức tại Rạp xiếc Trung ương. Ca khúc sau này được coi là bước ngoặt khiến ca sĩ Khánh Linh quyết định theo đuổi con đường âm nhạc và thi vào Học Viện Âm Nhạc Quốc gia Việt Nam.
Bài viết của báo VietNamNet năm 2018 đã đánh giá bộ phim "mô tả chân thực câu chuyện về những sĩ tử tỉnh lẻ "khăn gói quả mướp" lên thành phố luyện thi đại học" những năm trước khi Kỳ thi tuyển sinh đại học và cao đẳng bị xóa bỏ và thay thế bằng Kỳ thi trung học phổ thông quốc gia. Tiến sĩ Nguyễn Thu Giang trong cuốn sách Television in Post-Reform Vietnam: Nation, Media, Market xuất bản vào năm 2018 cũng liệt kê phim cùng với những bộ phim khác được phát trên đài truyền hình quốc gia cuối những năm thập niên 1990, 2000 là một phần tuổi thơ của nhiều thế hệ người xem và mang tính hoài niệm cao.